# シャルル＝ルイ・トリュデーヌ夫人の肖像
『シャルル＝ルイ・トリュデーヌ夫人の肖像』（シャルル ルイ トリュデーヌふじんのしょうぞう、仏: Portrait de Madame Charles-Louis Trudaine, 英: Portrait of Madame Charles-Louis Trudaine）は、フランスの新古典主義の巨匠ジャック＝ルイ・ダヴィッドが1791年から1792年に制作した肖像画である。油彩。ダヴィッドの代表的な肖像画の1つであるが、モデルについて長く議論されてきた作品で、シャルル＝ルイ・トリュデーヌ・ド・モンティニー（Charles-Louis Trudaine de Montigny）の妻ルイーズ・ミコー・ド・クルーブトン（Marie-Louis-Josèphe Micault de Courbeton）を描いたものと考えられている。未完成である。現在はパリのルーヴル美術館に所蔵されている。

## 作品

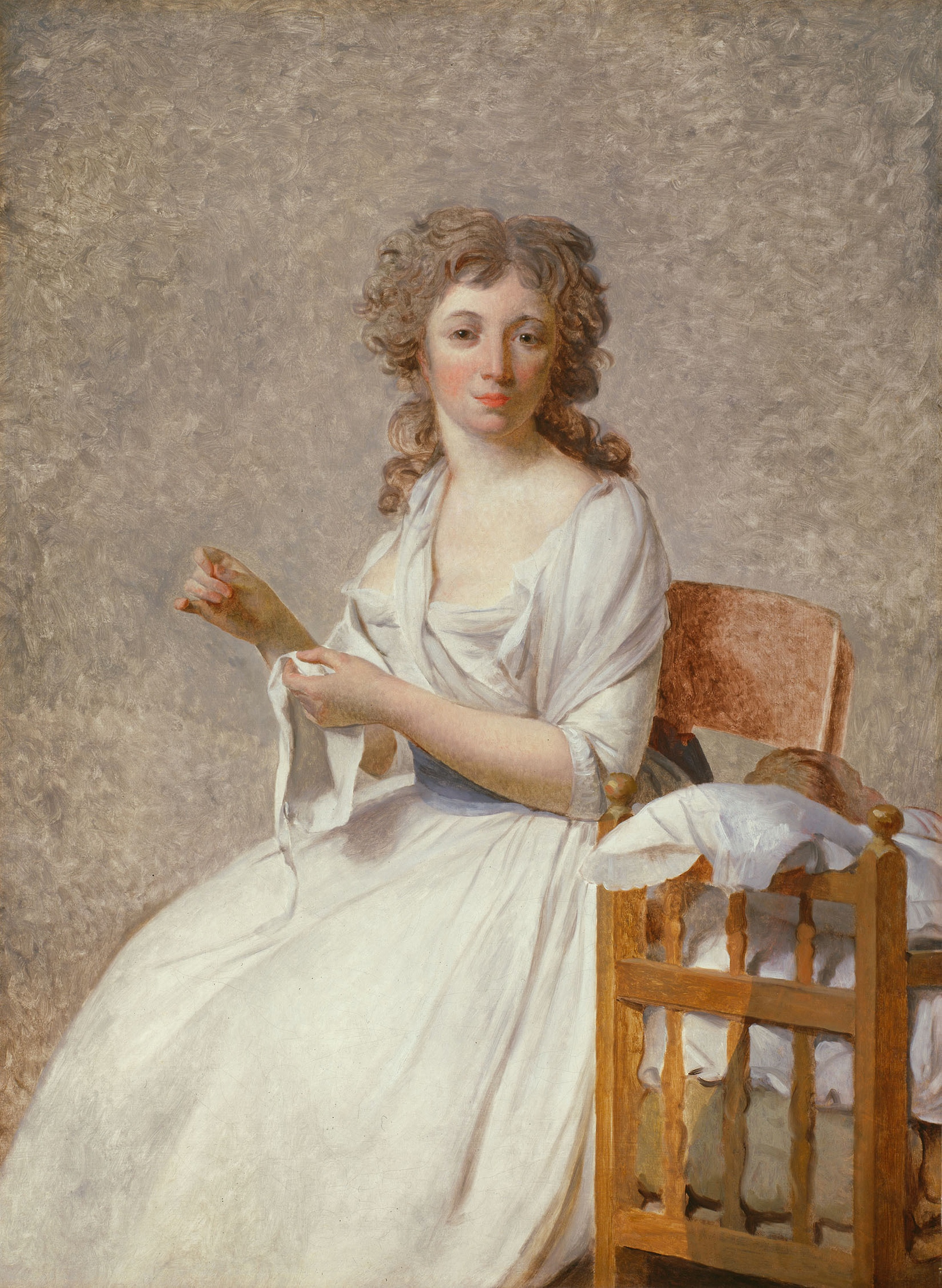
ダヴィッドの『パストレ夫人の肖像』。1791年。シカゴ美術館所蔵。

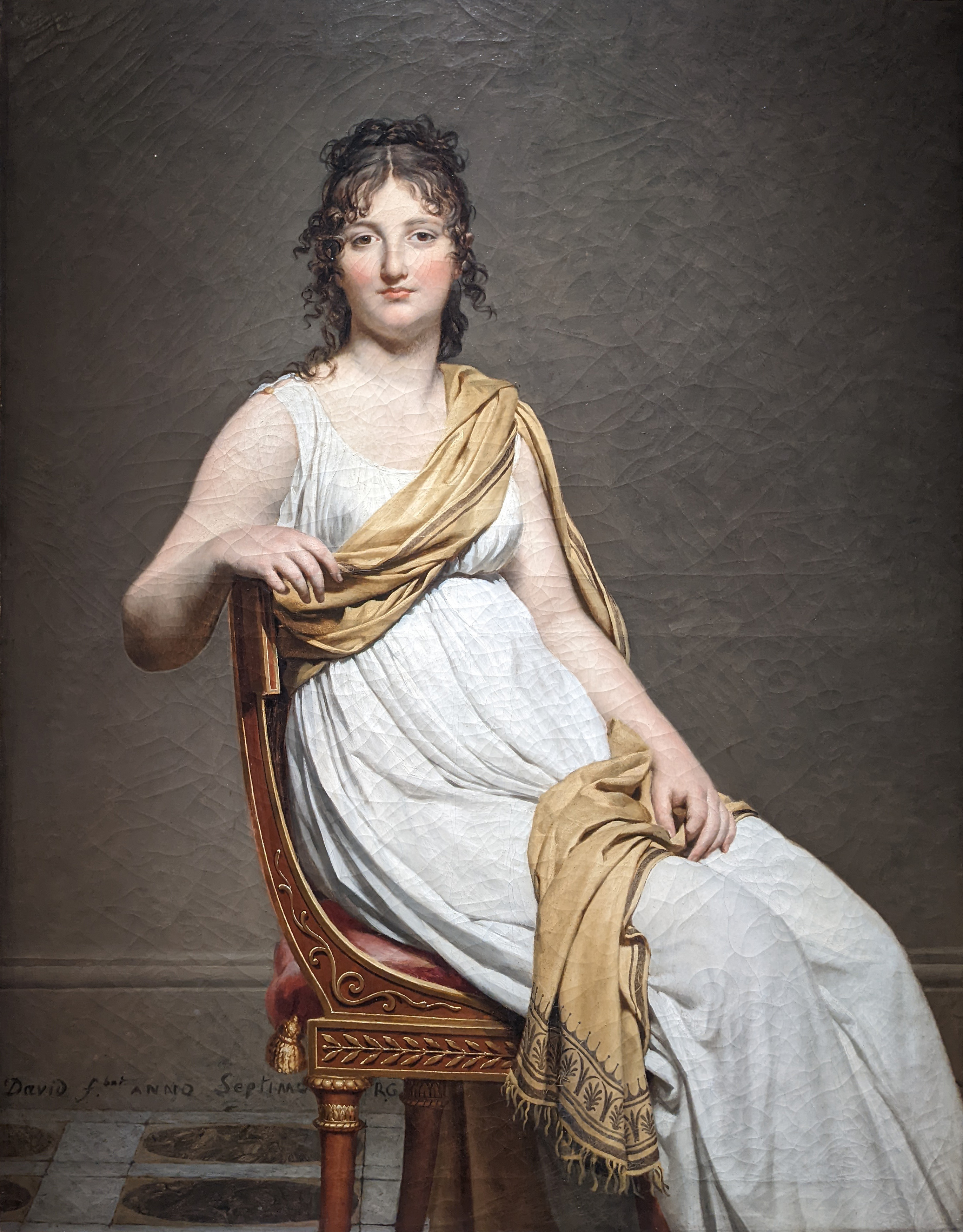
ダヴィッドの『ヴェルニナック夫人の肖像』。1799年。ルーヴル美術館所蔵。

ダヴィッドは木製の椅子に座ったトリュデーヌ夫人を描いている。夫人はシンプルな黒のドレスを身に着けて、白のバックラムのフィシューを肩から胴に巻いており、腰に結んだ青い帯が垂れ下がっている。そして太股の付け根の上に両腕を置き、鑑賞者をじっと見つめている。
ダヴィッドは革命の騒乱を苦しみながら生きた女性の姿を画面に描き出している。それを物語るのは背景の赤い壁であり、苦しみを内包する静寂を湛えた夫人の姿である。面長の尖った顔は半ば透き通るような印象である。夫人は戸惑いながらもダヴィッドの求めに応じて、貫くような視線を鑑賞者に向けている。そこには気取った様子はなく、この肖像画のために特別に着飾ることもしていない。しかしダヴィッドは繊細で不安に震えるこの女性の心の奥底を見つめながら、夫人の中に恐れがあることを彼女自身あるいは鑑賞者に教えている。
肖像画はダヴィッド特有の厳粛さが如実に表れている。夫人の身体つきは華奢であるにもかかわらず、それを感じさせないほどに堂々と描き出されている。このモデルを鑑賞者と直接対峙させる点は同時期の『パストレ夫人の肖像』（Portrait de madame Pastoret）と共通しており、さらに後のウジェーヌ・ドラクロワの姉を描いた『ヴェルニナック夫人の肖像』（Portrait de madame de Verninac）で完璧に描かれている。ダヴィッドの画面構成は厳格そのものであり、しかも背景を大胆な色彩で描くことでその効果をより一層高めている。彼女の姿は大胆な背景の前で一層際立ち、腰に巻いたリボンの青で画面に彩りを与えている。しかし何よりも、厳格なポーズと儚げな身体、強い色彩の背景と親密な表情という、相反する要素のうえに均衡を作り出している点にこそダヴィッドの才能が表れている。

### モデルの特定
肖像画のモデルは長年にわたって画家クロード・ジョゼフ・ヴェルネの娘、画家カルル・ヴェルネの妹で、建築家ジャン＝フランソワ＝テレーズ・シャルグランと結婚したマルグリット・エミリー・シャルグランと考えられていた。この女性はフランス革命中の1794年に断頭台で処刑されたことが知られている。おそらくカルル・ヴェルネは妹を助けるためにダヴィッドに掛け合って助命を懇願したが、熱心な革命家の1人であったダヴィッドは刑の仲裁をしなかった。
このシャルグラン夫人の肖像画という説は現在否定されており、シャルル＝ルイ・トリュデーヌ・ド・モンティニーの妻ルイーズ・ミコー・ド・クルーブトンと考えられている。トリュデーヌ夫人の夫はダヴィッドに『ソクラテスの死』（La Mort de Socrate）を発注したトリュデーヌ・ド・ラ・サブリエールの弟で、彼女夫と義兄はシャルグラン夫人と同様に断頭台で処刑された。こうした人物たちとダヴィッドの制作活動との直接的な関係性は不確かであるが、少なくともダヴィッドは友人たちを助けるために努力することはなかった。
トリュデーヌ夫人について知られていることはほとんどない。しかし肖像画が制作された1791年から1792年頃、シャルグラン夫人が30歳くらいであったのに対し、トリュデーヌ夫人はちょうど肖像画に描かれた女性と同じ頃の年齢であった。さらに1826年のダヴィッド死後の売却ではトリュデーヌ夫人の肖像画とされていた。未完成のまま放棄されたのはモデルを取り巻く政治的事件が原因と考えられている。

## 来歴
肖像画は未完成のまま、ダヴィッドが死去するまで画家のコレクションに残されていた。1826年3月3日に作成されたダヴィッドの作品目録にトリュデーヌ夫人の肖像画として記載されたが、同年4月17日・18日の画家の死後の競売で売れ残った。数か月後の妻マルグリット＝シャーロット・ダヴィッド死後に作成された目録では70フランと評価されている。以降の来歴はよく分かっていないが、後に肖像画を所有したヴェルネ家の伝えによるとグヴェロ侯爵（Marquis de Gouvello）によって購入され、画家オラース・ヴェルネに贈られた。オラース・ヴェルネのコレクションはその後義理の息子である画家ポール・ドラローシュに引き継がれ、1890年に孫のカシミール＝エミール＝オラース（Casimir-Emile-Horace）によってルーヴル美術館に遺贈された。

## 影響
本作品の大胆な色彩の背景で厳粛な構図のモデルを際立たせる手法はドミニク・アングルやポール・ドラローシュなどの新古典主義の画家たちによって取り入れられている。アングルの1813年の『ジャック・マルケ・ド・モンブルトン男爵の肖像』（Jacques Marquet de Montbreton, baron de Norvins）や、ドラローシュの1846年の『ナルシス＝アシル・ド・サルヴァンティ伯爵の肖像』（Le comte Narcisse-Achille de Salvandy）といった作品にそれを見ることができる。

## ギャラリー
関連作品

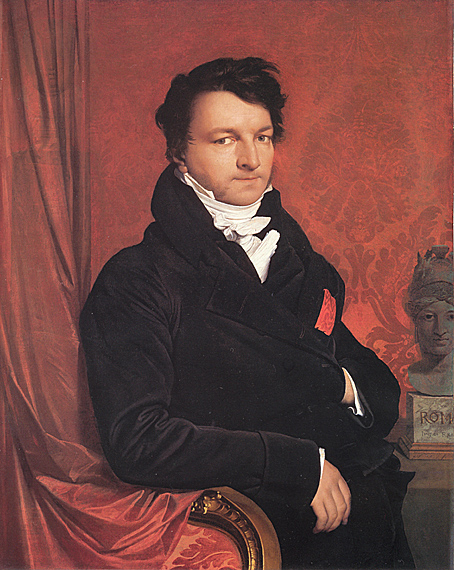
ドミニク・アングル『ジャック・マルケ・ド・モンブルトン男爵の肖像』1813年 ロンドン・ナショナル・ギャラリー所蔵
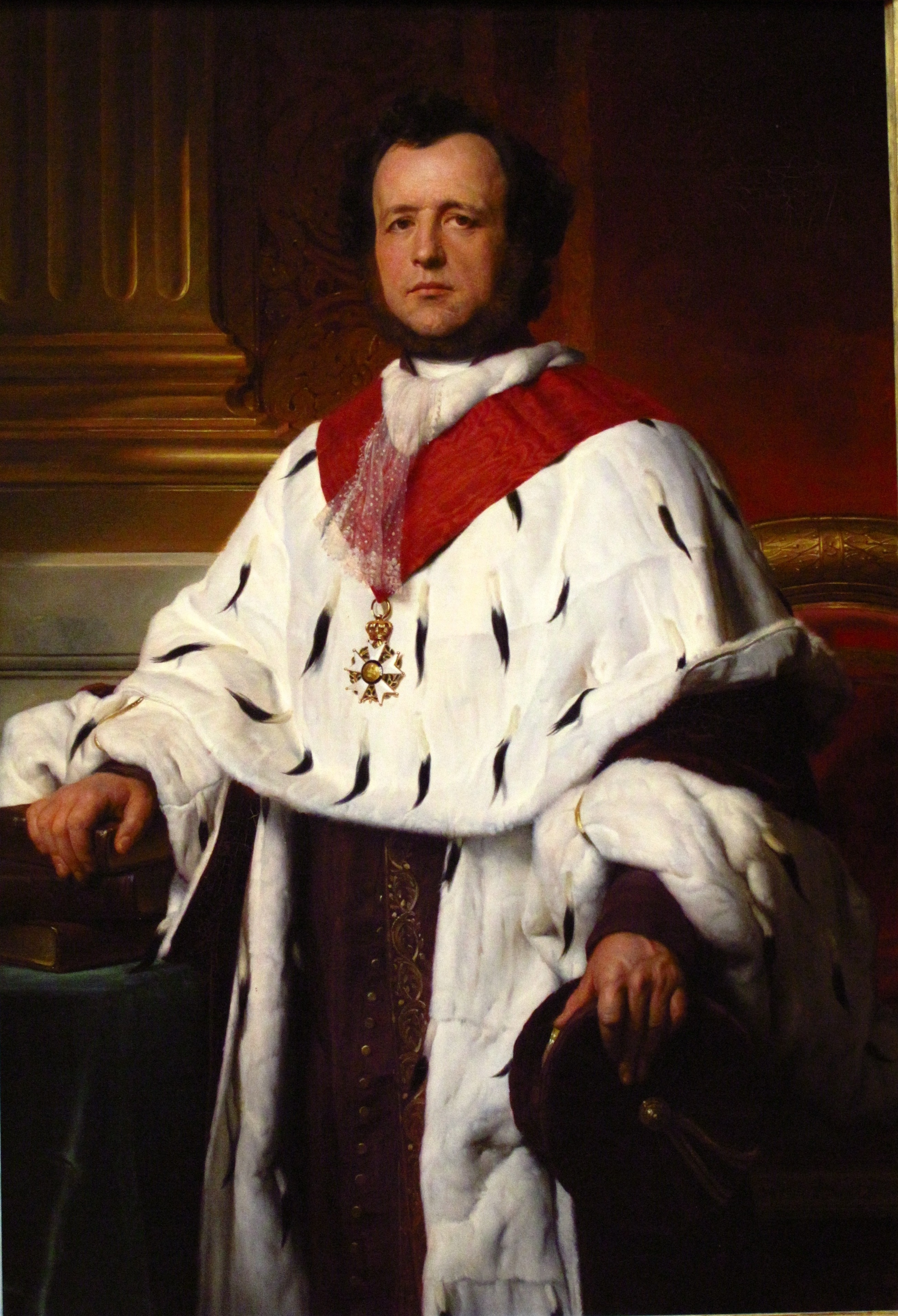
ポール・ドラローシュ『ナルシス＝アシル・ド・サルヴァンティ伯爵の肖像』1846年 ルーヴル美術館所蔵